# Uňatín
Uňatín je obec na Slovensku v okrese Krupina. Obec se nachází na jihozápad od vesnice Bzovík. Žije zde 177 obyvatel.

## Dějiny
První zmínka o Uňatínu pochází z roku 1135. Tehdy se obec ještě jmenovala "Pomag" a rozprostírala se nejprve na dvou, později na třech místech v katastru Uňatín. Její název se vícekrát měnil: Wneten, Wnecen, Wnathyn, Hunatin, Unyatin a od roku 1920 se jmenuje Uňatín. Obec pozdější patřila Bzovíckému klášteru. V roce 1830 celá vesnice vyhořela.
Nad vesnicí na místě zvaném „Stráň" se nachází římskokatolický kostel zasvěcený Kristu Králi z roku 1957, který je postaven na místě původní kaple zasvěcené sv. Ignácovi z roku 1873. Uňatín byl v minulých stoletích malou vesničkou, jejíž počet obyvatel postupně klesal z 350 na dnešních méně než 200 obyvatel.

## Rodáci
- Pavol Hnilica (1921–2006), římskokatolický biskup
- Jozef (Vincent) Hugolín Luňáček (1844-1911), přírodovědec - průkopník paleontologie a geologie na Slovensku, učitel a spisovatel